# おとなのけんか
『おとなのけんか』（原題: Carnage）は、2011年のフランス・ドイツ・ポーランド・スペイン合作のコメディ映画。ヤスミナ・レザによる戯曲『大人は、かく戦えり』（原題：Le Dieu du carnage、英題：God of Carnage）に基づき、レザ自身とロマン・ポランスキーが脚本を書き、ポランスキーが監督を務めた。原題の"Carnage"とは虐殺の意。

## ストーリー
11歳の少年ザカリー・カウワンはブルックリンの公園で同級生イーサン・ロングストリートを棒で殴り、前歯を折る怪我を負わせる。この喧嘩の後始末をするために、「被害者」の親であり、リベラル層であるロングストリート夫妻（ペネロピ、マイケル）は、「加害者」の親であるカウワン夫妻（ナンシー、アラン）を自宅に招く。当初、話し合いは穏やかに進み、談笑するべき内容もないことから、話し合いはすぐに済むはずであった。お互いに相手に気遣いをしつつ言葉を選びながら会話が進行していくが、お互いの言葉に引っかかりを感じることにより、徐々に空気は不穏になっていく。
当初はすぐに引き上げようとするカウワン夫妻だが、妻のペネロピが求める答え、「ザカリーが心から反省するか」という点について満足を得ていないことを察知したマイケルが、お茶とデザート（ペネロピの手作りのコブラー）をすすめ、アランが承諾したことにより、部屋に戻る。雑談により一旦は和やかな雰囲気を取り戻したが、アランにかかってきた電話により再び不穏な空気に。その後帰ろうとするカウワン夫妻だが、ペネロピがとうとう言葉で「ザカリーは反省できるか」と確かめる。これについて、子ども同士の和解の機会を設けようという案が出るが、結局話はまとまらず、マイケルが再びコーヒーをすすめたことにより、話し合いは継続する。
再び雑談で場が和んだ後に、話題は「喧嘩の原因」に移る。アランは息子のザカリーが、イーサンから仲間外れにされた上「チクリ屋」と呼ばれたからと言った、と答える。マイケルは場を和ませようと自分の子ども時代の話を引き合いに出すが、ペネロピが話を打ち切り、「自分がザカリーに話をしてもよいか」という提案を行う。ナンシーは同意するが、アランは反発。喧嘩になりかけた頃に、アランに電話がかかってきて中断。アラン以外の3人が態度に不快感をにじませる。マイケルがアランの仕事を「妙な仕事だ」と言い、険悪な雰囲気に。女性陣は窘めるが、ナンシーが吐き気を訴え始める。ペネロピは薬としてコーラをナンシーに手渡し、ナンシーはコーラを飲みながら「息子への指導は自分たちが行いたい」と告げる。マイケルは同意し、ペネロピは反発、アランは電話をして他人事の態度。アランの態度にナンシーが怒りながら不満を述べ、電話が終わったアランが反論したところでナンシーは盛大に嘔吐する。
嘔吐の始末をするために、カウワン夫妻はトイレへ。コブラーが悪いなどと会話をする。一方、ロングストリート夫妻はカウワン夫妻への不満を言い合いながら片づけをする。
カウワン夫妻が部屋に戻り、話し合いが再開。ナンシーが提案した「息子が殴った原因を明らかにするべき」という言葉に、アランが「チクリ屋」と呼ばれたことを添える。「チクリ屋」という言葉について話が紛糾し、最終的には今までお互いが言われてひっかかっていた言葉への応酬が始まる。そして、とうとう話し合いは決裂。カウワン夫妻は立ち去ろうとした。そこへ、マイケルの母親から電話がかかってくる。入院中の母親からマイケルに告げられたのは、飲もうとしている薬の名前。それは、アランの電話で何度も話題にあがった、副作用で問題になっている薬であった。マイケルは飲むなと告げて電話を切る。
話し合いは決裂したため、お互いへの罵り合いは続く。カウワン夫妻は帰ろうと部屋を出るが、玄関先でマイケルが「ザカリーは問題児だ」と発言したことにより、ナンシーが応戦。マイケルが娘のハムスターを路上に捨てた事に対して「ハムスター殺し」だと非難をする。殺す、という単語が幾度となく飛び交い、近所の視線を気にしたペネロピが慌てて室内へと全員を連れ戻す。
ハムスターについては、マイケルが独断で捨ててしまっていたため、ペネロピも「逃げた」と言われ探し回っていた。このため、マイケルは3人からハムスターについて責められることとなる。マイケルは「穏やかな話し合いをやめる」と言い、ロングストリート夫妻の喧嘩に発展。やがて4人とも、スコッチを飲み始める。話題は夫婦喧嘩から、男女間の喧嘩へと変わっていく。アランはアフリカに絡めてペネロピに話をして怒らせ、電話がかかってきてまたも仕事の話を始める。ペネロピが「電話をやめろ」と怒り、そしてまた電話にうんざりしていたナンシーも立ち上がり、アランから電話を取り上げると花瓶の中へと落とした。女性陣は喜び、大笑いする。アランは非難をし、マイケルは電話を取り出してドライヤーで乾かし始める。
呆然とするアランに構わず、応酬を続けるナンシーとマイケル。そこにマイケルの母からまた電話がかかってくる。マイケルは薬を飲むなと念押しをして、説明をさせるとアランに電話を渡した。アランは電話を手にして、薬は毒薬ではないが、飲むのはしばらく控えた方がよいと答えた。最終的に、酒が回り始めて応酬はさらにヒートアップする。もはや誰も本音を隠さない。ペネロピは「帰れ」と言いながらナンシーのバッグを投げる。罵倒は続き、とうとうナンシーが花瓶に刺さっていたチューリップをまき散らしたところで、全員の視線が一か所に集まる。全員の視線の先には、テーブルに置かれたアランの携帯が着信してバイブで震えていた。
そして場面は変わり、子どもたちが喧嘩をしていた公園。芝生にハムスターが居るシーンとなる。ハムスターの遠方では、ザカリーとカウワンが仲直りをし、仲良く会話をしているのであった。

## キャスト
喧嘩をした当人である子どもたちは、遠景のみの登場である。
- ペネロピ・ロングストリート - ジョディ・フォスター（日本語吹替：深見梨加）

作家。アフリカについて共著した経験があり、アフリカ、スーダンの惨状に思い入れがある。道徳的であることが理想。
- マイケル・ロングストリート - ジョン・C・ライリー（日本語吹替：山野井仁）

日用品を扱う金物商を営む。娘のかわいがっていたハムスターを「うるさい」という理由で外に捨ててしまう。妻のペネロピに「事なかれ主義」だと言われる。
- ナンシー・カウワン - ケイト・ウィンスレット（日本語吹替：岡寛恵）

投資ブローカー。家事や学校のことをすべてアランに丸投げされている。
- アラン・カウワン - クリストフ・ヴァルツ（日本語吹替：山路和弘）

製薬会社を顧客に持つ弁護士。薬の副作用について訴訟に発展しかねない問題が発生しているため度々電話がかかってきて、話し合いが中断する原因となる。
- 秘書（電話の声） - ジュリー・アダムス

## 製作
2010年1月、ポランスキーが『大人は、かく戦えり』の映画化を検討していると報じられた。2010年9月、フォスター、ウィンスレット、ヴァルツの出演が判明し、10月にはライリーの参加も明らかになった。
2011年2月から3月にかけて、パリで撮影が行われた。ブルックリンが舞台であるにもかかわらずパリで撮影が行われたのは、ポランスキーのアメリカへの入国が法的に困難だったためである。

## 公開
2011年4月、ソニー・ピクチャーズ クラシックスが映画の北米配給権を購入した。
2011年9月1日、第68回ヴェネツィア国際映画祭で初上映され、金若獅子賞を受賞した。アメリカでは2010年9月30日にニューヨーク映画祭のオープニング作品として上映された後、2011年12月16日に公開される。

## 評価
本作は批評家から概ね高い評価を得た。映画のレビューを集積するウェブサイトRotten Tomatoesは、32件のレビューに基づいて本作の支持率を81%、評価の平均を7.3/10としている。有力媒体の批評から100点満点の加重平均値を導くMetacriticは9件の批評を基に66という「広く好意的な評価」の値を示している。